# 대한민국 제7대 국회 전반기 의장단 선거
제7대 국회 전반기 의장 선거는 1967년 7월 10일 실시되었으며, 부의장 선거는 1967년 7월 10일과 1968년 6월 7일 나누어 실시되었다.
선거 결과 재선의 이효상 민주공화당 의원이 국회의장에, 재선의 장경순 민주공화당 의원과 5선의 윤제술 신민당 의원이 국회부의장에 선출되었다.
1967년 7월 10일 개원 국회에는 신민당, 대중당 등 야당 의원 46명이 전원 불참, 여당 의원들만의 참여로 국회의장 및 여당 몫 국회부의장 선거를 진행하게 되었다. 야당 의원들은 6·8 총선이 부정 선거라며 의사당 앞에서 연좌 데모를 벌였다. 이 날 국회는 선거를 마친 뒤 야당 의원들의 국회 복귀를 촉구하는 결의안을 채택하였으며, 부정 선거 의혹으로 사퇴한 신용남 의원과 기세풍 의원을 사표를 수리하였다. 이후 장외 투쟁을 이어가던 신민당은 11월 27일에야 국회에 복귀했으며, 신민당 몫 국회부의장의 선거는 그보다도 늦은 1968년 6월 7일에 치러지게 되었다.

## 선거 제도
국회의 의장 및 부의장은 국회의원들의 무기명 투표로 선출하되 만약 1차 투표 결과 재적 의원의 과반을 득표한 자가 없으면 2차 투표를 실시하고, 2차 투표에서도 과반 득표자가 나오지 않을 시 최고득표자와 차점자에 대하여 3차 결선 투표를 실시하되 이 경우 단순 다수 득표자를 당선자로 하도록 되어있었다.

## 후보

### 국회의장 후보

#### 민주공화당
공화당의 차기 국회의장 후보로는 현직의 이효상 의장 외에도 정구영 의원, 백남억 의원 등이 거론되고 있었으며, 일각에서는 서울 유일의 여당 의원인 박준규 의원을 지지하는 목소리도 있었다. 결국 공화당은 1967년 7월 1일 이효상 의장의 유임을 결정하였다.

### 국회부의장 후보

#### 민주공화당
공화당은 1967년 7월 1일 장경순 국회부의장의 유임을 결정하였다.

#### 신민당
신민당은 한동안 국회에 불참하느라 국회부의장 후보 역시 내지 않았다가 1968년에 이르러서야 국회부의장 후보 선정에 착수하였다.
유진오 신민당 총재는 1968년 6월 3일 총재단 회의를 열고 윤제술 의원을 국회부의장 후보로 지명하였다. 이밖에도 유진오 총재는 원내총무에 김대중 의원, 정책심의회 의장에 정헌주 의원을 지명하는 등의 인선을 단행했는데, 이에 대해 이재형 부총재 등 당내 비당권파와 일부 당권파까지 반발하며 당내 갈등이 벌어지게 되었다.

## 선거 결과

### 국회의장 선거
경상북도 대구시 남구 지역구의 이효상 공화당 의원이 당선되었다.
| 후보   | 소속       | 득표 | %    | 비고 |
| ------ | ---------- | ---- | ---- | ---- |
| 이효상 | 민주공화당 | 118  | 67.4 | 당선 |
| 윤치영 | 민주공화당 | 1    | 0.6  |      |
| 기권   | 기권       | 4    | 2.3  |      |
| 결석   | 결석       | 52   | 29.7 |      |
| 재적   | 재적       | 175  | 100  |      |

### 민주공화당 몫 국회부의장 선거
전라북도 김제군 지역구의 장경순 공화당 의원이 당선되었다.
| 후보   | 소속       | 득표 | %    | 비고 |
| ------ | ---------- | ---- | ---- | ---- |
| 장경순 | 민주공화당 | 114  | 65.1 | 당선 |
| 윤치영 | 민주공화당 | 2    | 1.1  |      |
| 김성곤 | 민주공화당 | 1    | 0.6  |      |
| 이원만 | 민주공화당 | 1    | 0.6  |      |
| 박준규 | 민주공화당 | 1    | 0.6  |      |
| 기권   | 기권       | 5    | 2.9  |      |
| 결석   | 결석       | 51   | 29.1 |      |
| 재적   | 재적       | 175  | 100  |      |

### 신민당 몫 국회부의장 선거
서울특별시 서대문구 을 지역구의 윤제술 신민당 의원이 당선되었다.
| 후보   | 소속       | 득표 | %    | 비고 |
| ------ | ---------- | ---- | ---- | ---- |
| 윤제술 | 신민당     | 100  | 57.8 | 당선 |
| 정성태 | 신민당     | 9    | 5.2  |      |
| 서범석 | 신민당     | 3    | 1.7  |      |
| 김홍일 | 신민당     | 1    | 0.6  |      |
| 성낙현 | 신민당     | 1    | 0.6  |      |
| 유진오 | 신민당     | 1    | 0.6  |      |
| 백남억 | 민주공화당 | 1    | 0.6  |      |
| 기권   | 기권       | 3    | 1.7  |      |
| 무효   | 무효       | 7    | 4.0  |      |
| 결석   | 결석       | 47   | 27.2 |      |
| 재적   | 재적       | 173  | 100  |      |